# Klasyczna muzyka indyjska
Klasyczna muzyka indyjska – tradycyjna muzyka artystyczna Indii, obejmująca dwa główne style: muzykę karnatycką i muzykę hindustańską.

## Opis
Klasyczna muzyka indyjska sięga korzeniami najstarszych dokumentów tradycji hinduistycznej, Wed. Samaweda, jeden z czterech zbiorów wchodzących w skład Wed, szeroko zajmuje się muzyką.
Klasyczna muzyka indyjska jest jednym z najbardziej złożonych i kompletnych systemów muzyki. Podobnie jak klasyczna muzyka Zachodu, dzieli oktawę na 12 półtonów, z których 8 podstawowych to (kolejno) Sa Re Ga Ma Pa Dha Ni Sa, odpowiadające Do Re Mi Fa Sol La Si Do. Jednak w odróżnieniu od (nowożytnej) klasycznej muzyki Zachodu, w której przeważa strój równomiernie temperowany, w muzyce indyjskiej używa się stroju naturalnego. Należy dodać, że w muzyce azjatyckiej oktawę dzieli się na 22 tzw. śruti, będących z definicji najmniejszą słyszalną odległością między dźwiękami. Na podstawie 12 półtonów buduje się różne skale, podczas gdy śruti służą do wykonywania melizmatów.
Klasyczna muzyka indyjska jest z natury monofoniczna i opiera się na pojedynczej linii melodycznej osnutej wokół jednego tonu. Wykonania tej muzyki bazują melodycznie na ragach, a rytmicznie na talach.

## Instrumenty

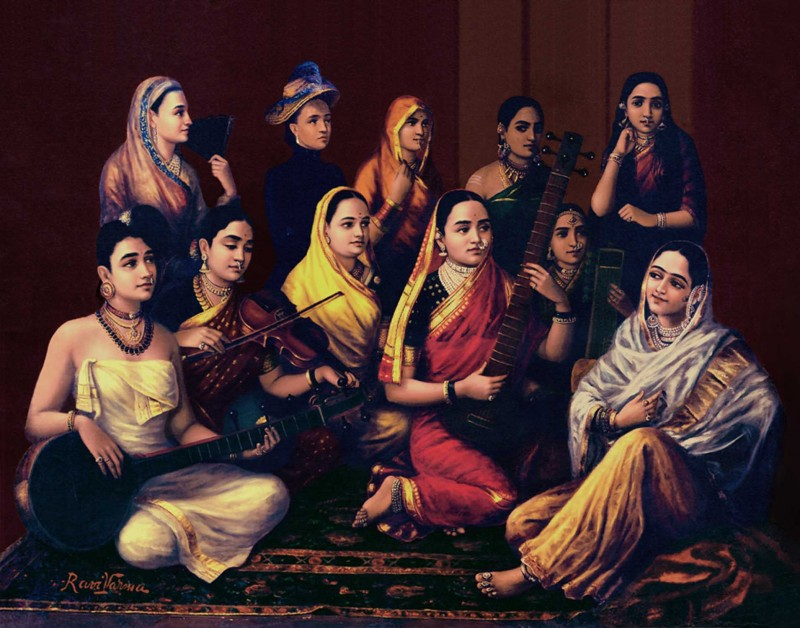
Instrumenty muzyczne z różnych części Indii (obraz Raja Ravi Varmy z XIX wieku).

Typowe instrumenty używane w muzyce północnych Indii to między innymi sitar, sarod, tanpura, bansuri, shehnai, sarangi i tabla. Instrumenty wykorzystywane w muzyce południowych Indii to głównie gottuvadyam, vina, mridanga, kanjira i skrzypce.
Wszechobecnym instrumentem stało się od XIX wieku petri, czyli hinduska fisharmonia, zaadopdowana z instrumentów sprowadzonych z Europy, a także jej prostsza wersja, shurti.
Najważniejsza książka na ten temat, "Bharatiya Sangeet Vadya", powstała na podstawie wieloletnich badań, które przeprowadził dr Lalmani Misra.

## Główne style
Dwa główne nurty klasycznej muzyki indyjskiej to:
- muzyka z północnych Indii
- muzyka z południa Indii

### Muzyka północnych Indii
W muzyce północnych Indii grający na tabli (rodzaj bębna) zwykle nadają rytm. Innym popularnym instrumentem jest strunowa tambura, która nadaje tło do wykonywanej ragi. W zależności od ragi tło może się różnić, najczęściej składa się jednak z toniki i kwinty (bądź kwarty) granych w akordzie. Zadanie grania na tym instrumencie tradycyjnie przypada uczniowi solisty i choć może się wydawać monotonne to jest w rzeczywistości zaszczytem i wyjątkową okazją dla tego ucznia. Obydwa instrumenty stanowią bazę (rytm i harmoniczne tło) do improwizacji solisty (wokalisty lub instrumentalisty).
W muzyce północnych Indii utwór zwykle zaczyna się powolną improwizacją ragi, zwaną alap. Ten wstęp może być bardzo długi (30–40 minut) lub bardzo krótki (2–3 minuty), w zależności od stylu i wyboru muzyka. Po wprowadzeniu ragi ornamentacja wokół skali muzycznej staje się bardziej rytmiczna i powoli przyspiesza. Ta sekcja nosi nazwę jor. W końcu dołącza bębniarz z tala (rytm) i następują kolejne części: najczęściej Gat (Bandish), zakończone Jhalą.

### Muzyka południowych Indii
Muzyka południowoindyjska jest na ogół bardziej uporządkowana niż muzyka z Północy, a improwizacje ragi są znacznie szybsze i krótsze. Fragment otwierający nazywa się varnam i stanowi dla muzyków rozgrzewkę. Po nim następuje inwokacja i prośba o błogosławieństwo, oraz seria wymian między ragami i talami. W tej części występują również krithi (hymny), po czym następują pallavi (temat ragi). Charakterystyczne dla muzyki z Południa jest istnienie kanonu ustalonych kompozycji, znanych i popularnych wśród publiczności – podczas występów doświadczonych muzyków często zaczyna ona składać zamówienia, pozwalające artyście popisać się znajomością kilku tysięcy istniejących krithi.
Muzyka południowoindyjska jest również (jak północnoindyjska) w dużej części improwizowana, jednak w większym stopniu jest podporządkowana teorii i ściślejszym zasadom. Podkreśla raczej mistrzostwo w operowaniu głosem niż instrumentami. Za ojca tej muzyki uważany jest Sri Purandara Dasa (1480 – 1564), a jej klasyczną postać ukształtowali Tyagaraja (1759 – 1847), Muthuswami Dikshitar (1776 – 1827) oraz Syama Sastri (1762 – 1827).

## Wykonawcy

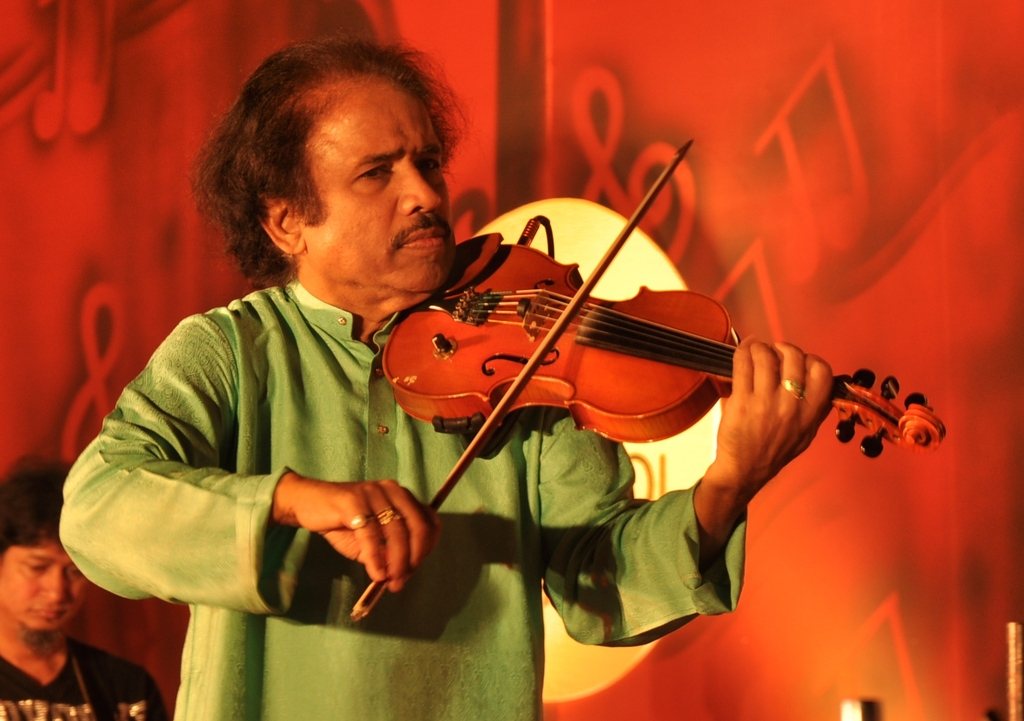
L. Subramaniam

Najwybitniejsi wykonawcy muzyki północnych Indii to między innymi Allauddin Khan, Vilayat Khan, Omkarnath Thakur, Bismillah Khan, Gangubai Hangal, Bhimsen Joshi, Pandit Jasraj, Ravi Shankar, Vijay Raghav Rao, Hariprasad Chaurasia, Zakir Hussain, Shivkumar Sharma, Annapurna Devi, Ali Akbar Khan, Aashish Khan, Kishori Amonkar i Satyasheel Deshpande.
Najbardziej popularni współcześni wykonawcy muzyki północnych Indii to między innymi D.K. Pattammal, Dr M. Balamuralikrishna, Dr K.J. Yesudas, T.V. Sankaranarayanan, Madurai T.N. Seshagopalan i T.N. Krishnan. Jedną z największych wokalistek tego gatunku była M.S. Subbulakshmi. Słynni muzycy ostatniego stulecia to między innymi M.L. Vasanthakumari, G.N. Balasubramaniam, Dr S. Ramanathan, Chembai Vaidyanatha Bhagavatar, Vidwan i Gopala Pillai.